# Vi-Dan Tran

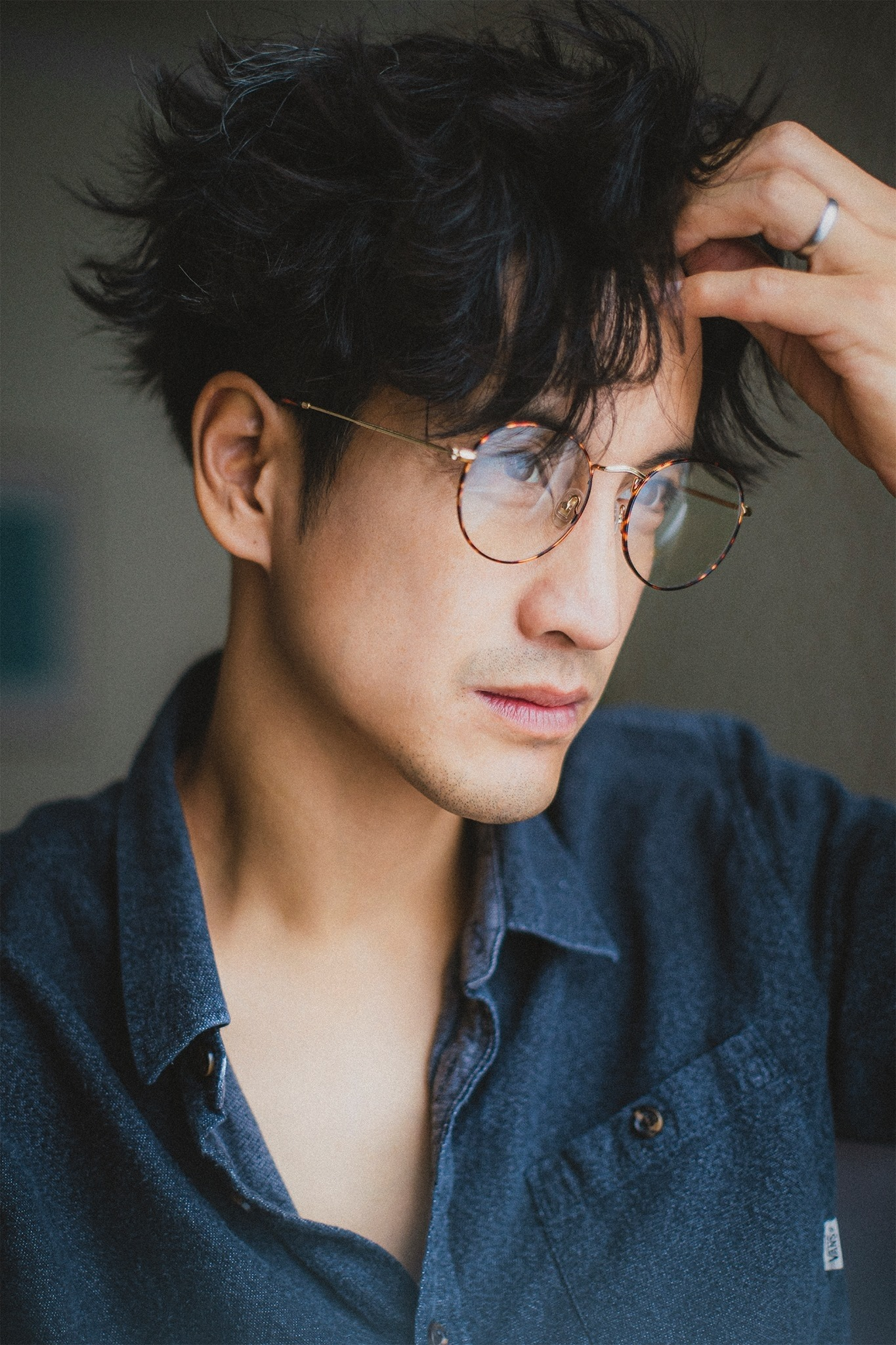
Vi-Dan Tran (2021)

Vi-Dan Tran (* 1984 in Köln) ist ein deutscher Regisseur, Kameramann, Darsteller, Produzent, Stuntman und Webvideoproduzent.

## Karriere
Eines Trans bekanntester Werke ist der Star-Wars-Fanfilm Darth Maul: Apprentice von 2016, den er in Zusammenarbeit mit Shawn Bu drehte und bei dem er u. a. Actionchoreographie und Kamera übernahm. Der Film erreichte in kürzester Zeit mehrere Millionen Klicks auf Youtube und wurde 2016 mit dem Webvideopreis Deutschland in der Kategorie Best Video of The Year ausgezeichnet. Der Film wurde auf ihrem gemeinsamen Youtubekanal T7Pro bis Juni 2019 über 20 Millionen Mal angesehen. Seit 2023 war er Bestandteil des Produktionsteams bei den letzten Hauptvideos des Youtuber Julien Bam zusammen mit Shawn Bu.
Seit 2012 ist Tran auch für Kinofilme im Stuntbereich tätig, unter anderem für Cloud Atlas, Skyfall und The Foreigner, bei dem er mit Jackie Chan zusammenarbeitete. Tran ist seitdem festes Mitglied im Jackie-Chan-Stuntteam.
Für den Rapper Motrip und die Sängerin Lena Meyer-Landrut produzierte er mehrere ebenfalls millionenfach aufgerufene Musikvideos. 2021 arbeitete Tran als Action Designer an Marvels Oscar nominierten Spielfilm Shang-Chi and the Legend of the Ten Rings.
Seit neustem ist Tran auch in den sogenannten „letzten Hauptvideos“ des Youtubers Julien Bam vertreten.

## Filmografie (Auswahl)

### Regie
- 2015: Lena: Home (Musikvideo)
- 2015: Lena: Catapult (Musikvideo)
- 2015: MoTrip ft. Lary: Sowie Du bist (Musikvideo)
- 2015: Namika: Hellwach (Musikvideo)
- 2015: Lena: Wild and Free (Musikvideo)
- 2015: MoTrip: Selbstlos (Musikvideo)
- 2016: Lena: Beat To My Melody (Musikvideo)
- 2016: Nicole Cross - Awesome (Musikvideo)
- 2017: Nico Santos: Goodbye to Love (Musikvideo)
- 2017: Lena: If I Wasn’t Your Daughter (Musikvideo)
- 2020: Cyberpunk 2077 - Phoenix Program (Kurzfilm)
- 2020: Assassin’s Creed Valhalla - The Hunt (Kurzfilm)

### Produktion
- 2012: Blind Date (Kurzfilm)
- 2013: You Never Know (Kurzfilm)
- 2016: Darth Maul: Apprentice (Kurzfilm)
- 2020: Cyberpunk 2077 - Phoenix Program (Kurzfilm)
- 2020: Assassin’s Creed Valhalla - The Hunt (Kurzfilm)

### Kamera
- 2011: Dacapo (Kurzfilm)
- 2015: Lena: Home (Musikvideo)
- 2015: Lena: Catapult (Musikvideo)
- 2015: MoTrip ft. Lary: Sowie Du bist (Musikvideo)
- 2015: Namika: Hellwach (Musikvideo)
- 2015: Lena: Wild and Free (Musikvideo)
- 2015: MoTrip: Selbstlos (Musikvideo)
- 2016: Lena: Beat To My Melody (Musikvideo)
- 2016: Darth Maul: Apprentice (Kurzfilm)
- 2016: Nicole Cross - Awesome (Musikvideo)
- 2017: Nico Santos: Goodbye to Love (Musikvideo)
- 2017: Kelly Family: Nanana (Musikvideo)
- 2017: Lena: If I Wasn’t Your Daughter (Musikvideo)
- 2020: Cyberpunk 2077 - Phoenix Program (Kurzfilm)
- 2020: Assassin’s Creed Valhalla - The Hunt (Kurzfilm)
- 2022: HALO - A Hero’s Journey (Kurzfilm)
- 2023: Mandy und die Mächte des Bösen (Fernsehserie)

### Stunts
- 2010: Teufelskicker
- 2012: Cloud Atlas
- 2012: James Bond 007 – Skyfall
- 2013: Tatort – Die Chinesische Prinzessin
- 2015: Hitman: Agent 47
- 2016: Darth Maul: Apprentice (Action Director)
- 2016: Antonio, ihm schmeckt’s nicht
- 2017: Bleeding Steel (Jackie Chan Stunt Team Action Designer)
- 2017: The Foreigner (Jackie Chan Stunt Team Action Designer)
- 2018: Into the Badlands (Staffel 3, Action Designer, Fight Editor, MK Stuntdouble)
- 2019: 6 Underground (Stunt Fight Assistant)
- 2021: Shang-Chi and the Legend of the Ten Rings (Action Designer)
- 2021: Dune (utility stunts)
- 2022: Saint Seiya: Knights of the Zodiac (Action Designer)
- 2024: Dune: Part Two (Co-Fight Coordinator)

## Auszeichnungen
- 2013: SAG Award for Outstanding Action Performances: Skyfall
- 2016: Gewinner des Webvideopreis Deutschland 2016 in der Kategorie Best Video Of The Year für Darth Maul - Apprentice